# Kalanchoe elizae
Kalanchoe elizae là một loài thực vật có hoa trong họ Crassulaceae. Loài này được A.Berger miêu tả khoa học đầu tiên năm 1903.